# Leämmashvärri
Leämmashvärri är en kulle i Finland. Den ligger i Utsjoki kommun i landskapet Lappland, i den norra delen av landet, 1 000 km norr om huvudstaden Helsingfors. Toppen på Leämmashvärri är 439 meter över havet, eller 106 meter över den omgivande terrängen. Bredden vid basen är 5,8 km. Leämmashvärri ingår i Paistunturit.
Terrängen runt Leämmashvärri är platt åt sydost, men åt nordväst är den kuperad.  Trakten runt Leämmashvärri är nära nog obefolkad, med mindre än två invånare per kvadratkilometer. Närmaste större samhälle är Karigasniemi, 15,6 km väster om Leämmashvärri. Omgivningarna runt Leämmashvärri är i huvudsak ett öppet busklandskap.